# 東京貨物ターミナル駅
東京貨物ターミナル駅（とうきょうかもつターミナルえき）は、東京都品川区八潮三丁目にある日本貨物鉄道（JR貨物）・東日本旅客鉄道（JR東日本）の駅である。旅客列車の設定はないがJR東日本の旅客駅の扱いとなっている。
当駅は、高度成長期の1973年（昭和48年）10月、東海道本線支線（通称：東京貨物ターミナル支線）汐留駅 - 塩浜操車場（現・川崎貨物駅）間が開業と同時にその区間内途中の東京臨海部の埋立地に開業した貨物駅で、開業当時はコンテナホーム2面3線のみで、機能はフレートライナー専用ターミナルであった。1979年（昭和54年）10月にコンテナホーム6面11線に施設が拡大して、全面開業に至った。
東海道本線を中心に日本各地からの貨物列車が多く発着し、隅田川駅と並ぶ東京の二大貨物駅である他、貨物駅として日本最大の面積を持つ駅であり、当駅は一部の貨車の常備駅に指定されており、「東タミ」が貨車に記されている。

## 歴史

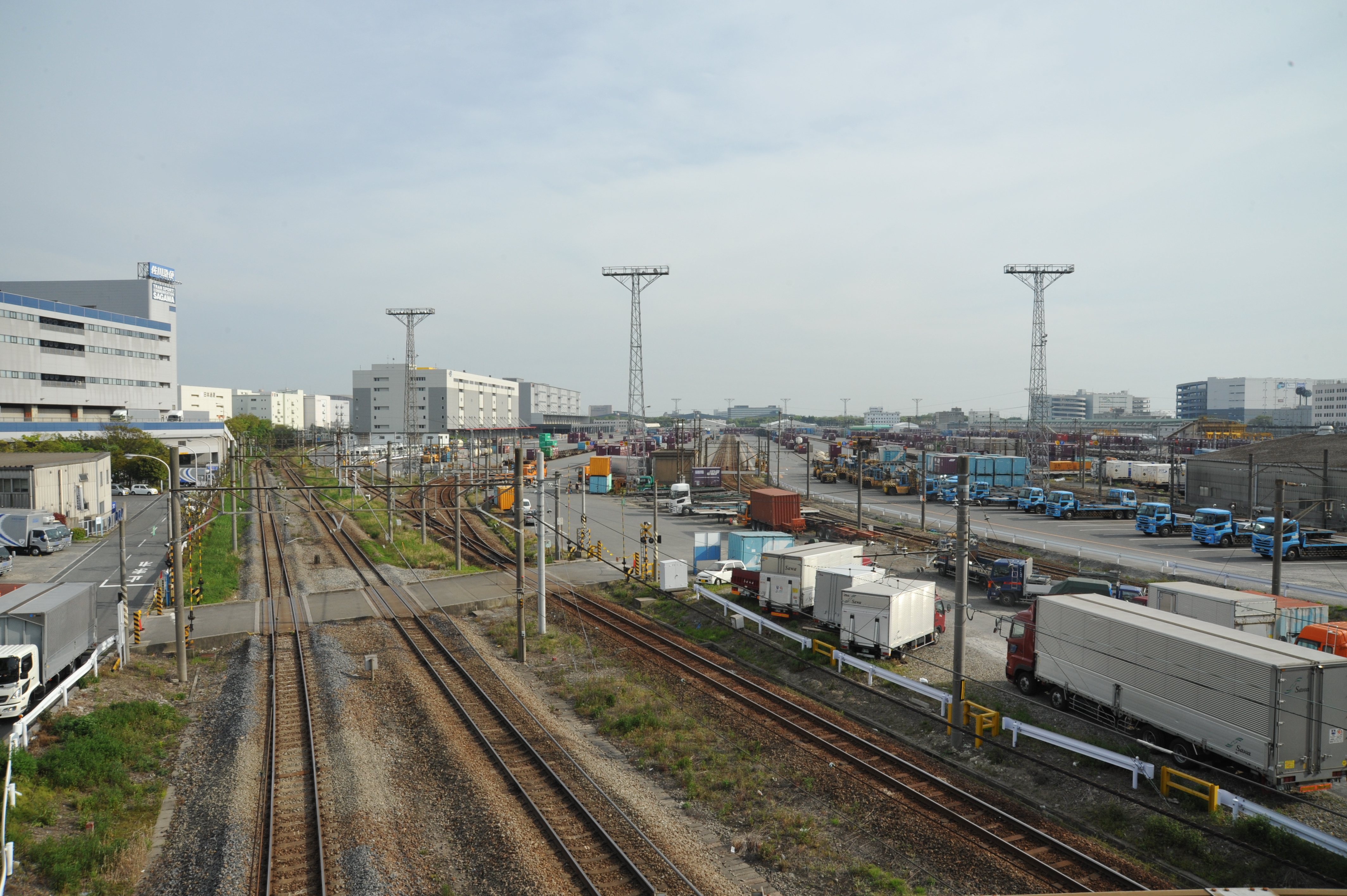
跨線橋からの光景。一番奥に旧駅社屋が写っている（2010年5月）

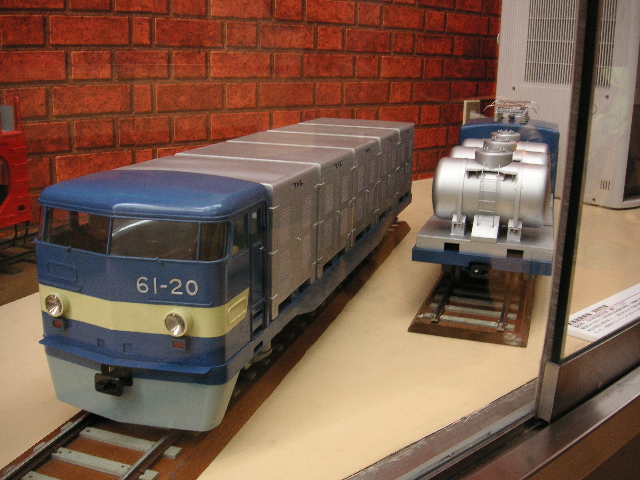
かつて交通博物館で展示されていた東海道新幹線貨物列車（電車）の模型（積載されたコンテナが通常とは異なり、レール側からフォークリフトを差し込むイメージとなっている点に注目）

元々は国鉄による、東京 - 大阪間を5時間半程度で結ぶ東海道新幹線建設に際し、新線の建設時から同区間で旅客運行が完全に終了となる夜間の時間帯を使って、新幹線と同等の輸送時間で結ぶ「夜行貨物列車」の運行構想があった。これに際し、1958年（昭和33年）に国鉄幹線調査会が答申して国鉄の新幹線総局計画審議室などが、実現に向けた検討をおこなった。その後、実際に計画に沿って大阪側（現在の大阪貨物ターミナル駅）を含めた、貨物ターミナル建設用の広大な土地買収に動いていた。また、従来から使われていた国鉄所有の各種10 ft級コンテナを一周り大きくして、新たに1971年（昭和46年）に登場した新型12 ft 級のC20形コンテナは、在来線のコンテナ列車および進行中の「夜行貨物列車」にも、在来線への積載方向（長手方向）とは異なる縦方向（積み込み口のある片妻ドア側）にして積載できるようにと、コンテナの運用効率と投資負担の軽減を兼ねて開発された。
しかし、その後の国内のインフレの影響で、東海道新幹線自体の建設費が当初の計画より2倍近くに膨れ上がった事情のほか、超高速運行にともなう架線やレールなどの設備の集中的な維持管理時間帯の捻出、あるいは独り歩き出来る乗降客とは違って「鎮座しているコンテナ」自体の取り扱い作業に時間が掛かり、結果的には時間短縮の効果が少ないなど旅客輸送効果とは根本的な違いのため、貨物輸送計画を断念した。
その後、不要となった広大な貨物新幹線用地を活かし、在来線の貨物駅や電気機関車・ディーゼル機関車用の車両基地などを整備することとなり、1973年（昭和48年）10月1日に東京貨物ターミナル駅が開業した。ただし、当初から現在のような大規模な施設や設備は無く、時代の流れに沿って随時、増改築や拡張を繰り返し現在の規模に育っていった。
また、1960年代に計画された東京外環状線構想では、当駅には大井操車場が併設される予定であった。

### 年表
- 1973年（昭和48年）10月1日：1973年（昭和48年）10月1日に東海道本線支線（通称：東京貨物ターミナル支線）汐留駅 - 塩浜操車場（現在の川崎貨物駅）間開業と同時に同区間途中の東京臨海部の埋立地に開業[1][2][3][4][注 1]。
- 1974年（昭和49年）10月1日：営業範囲をコンテナ貨物とする[8]。
- 1979年（昭和54年）10月1日：コンテナホーム6面11線が完成し、全面開業[2]。
- 1983年（昭和58年）8月20日：東京貨物開発の物流施設が営業開始。
- 1986年（昭和61年）11月1日：書類上旅客営業を開始[9]、一般駅となる。
- 1987年（昭和62年）4月1日：国鉄分割民営化によりJR貨物・JR東日本の駅となる。
- この頃（時期不明）：構内西側にレール基地が完成。それに伴い、西端のコンテナホーム1面2線を廃止し、東端に1面1線を新設。
- 1992年（平成4年）
  - 7月1日：エフ・プラザ東京B棟営業開始[10]。
  - 12月1日：エフ・プラザ東京A棟営業開始[10]。
- 1997年（平成9年）3月：エフ・プラザ東京C1棟、C2棟営業開始。
- 1998年（平成10年）
  - 3月2日：エフ・プラザ東京H棟、I棟営業開始。
  - 12月14日：エフ・プラザ東京J棟営業開始。
- 1999年（平成11年）10月1日：エフ・プラザ東京D棟営業開始。
- 2000年（平成12年）12月28日：ISO 9002認証取得。
- 2002年（平成14年）2月28日：エフ・プラザ東京G棟営業開始。
- 2003年（平成15年）7月1日：エフ・プラザ東京F棟営業開始[11]。
- 2006年（平成18年）7月25日：エフ・プラザ東京E棟営業開始。
- 2007年（平成19年）
  - 3月18日：構内改良工事竣工、コンテナホーム5面10線に。
  - 11月29日：エフ・プラザ東京L棟竣工。
- 2013年（平成25年）5月5日：開業40年を記念して、初の一般公開イベントを実施[12]。
- 2014年（平成26年）9月：マルチテナント型大型物流施設2棟新築を発表[13]。

## 駅構造

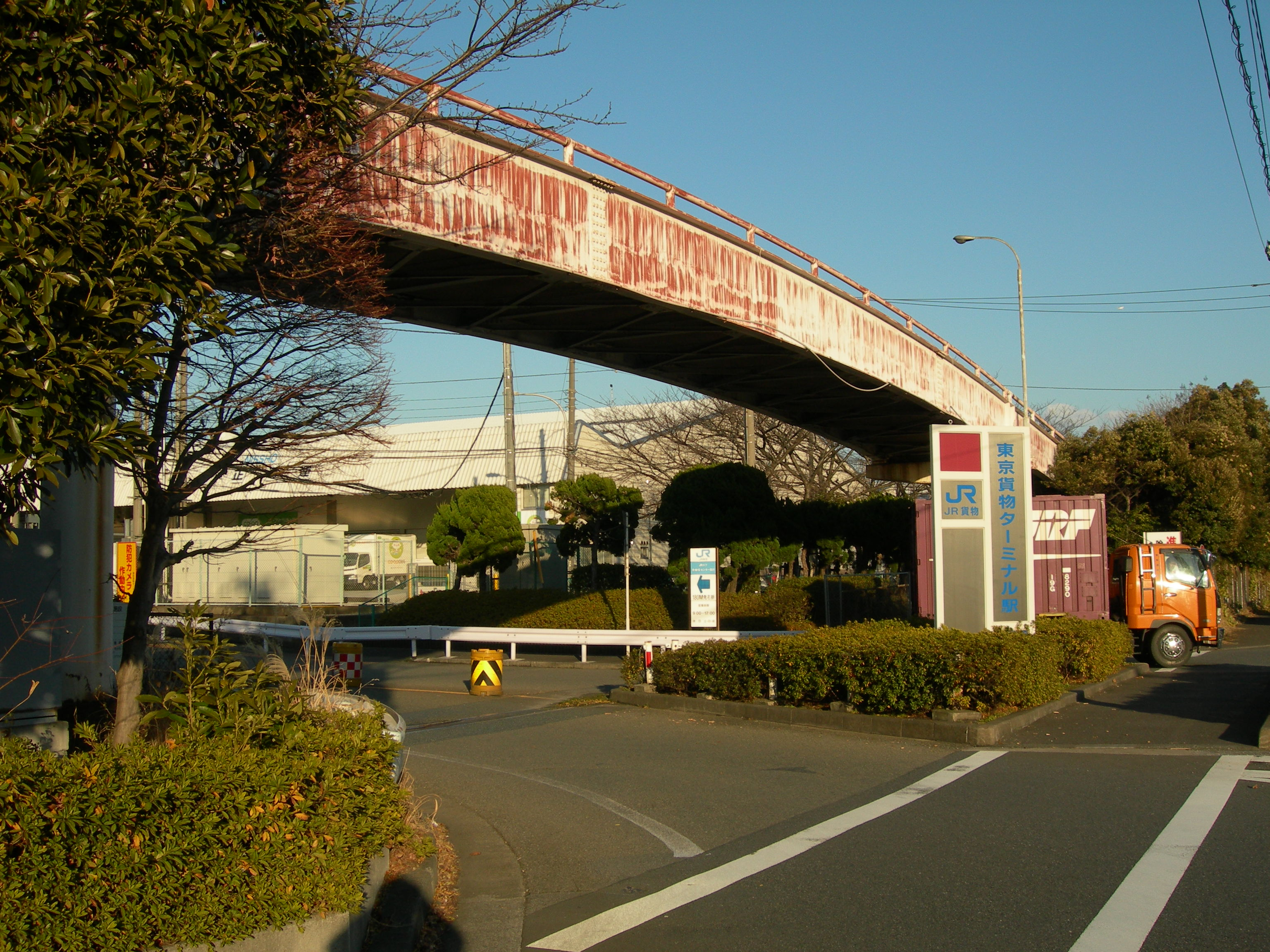
メインゲート（2010年1月）

地上駅。全長3.6km、敷地面積約75万平方メートル、日本最大の貨物駅である。駅構内は、北側から順に着発線群・留置線群、大井機関区の検修庫、コンテナホームの順に配置されている。コンテナホームは5面10線存在する。西端のホーム上にコンテナ検修庫が備えられている。また、長い駅構内で貨車をホームまで移動する専用の機関車や大型コンテナを持ち運べる重機トップ・リフターを配備している。
駅西側に隣接して東海道新幹線の大井車両基地があり、そこに併設されている保線基地にレールを引き渡すクレーンがホームの西側に置かれている。一方で駅東側には東京臨海高速鉄道東臨運輸区も隣接している。
構内の東側には、遊休地を活用した複合物流施設「エフ・プラザ東京」が、A棟からL棟までの合計11棟置かれている。A棟は佐川急便、B棟はヤマト運輸、C1棟はリリカラ、C2棟はダイワコーポレーション、D棟は近鉄エクスプレス、E棟は東邦薬品、F棟は札幌通運、G棟は日本運輸倉庫、H棟とI棟はシンシア、J棟はDHL、L棟は日本通運が使用している。また、JR貨物グループの東京貨物開発のコンテナ複合施設（大井事業所）がコンテナホームの南側にあり、これらにも複数のテナントが入っている。
2006年3月から改良工事が行われ、2007年3月ダイヤ改正から新ホームの使用を開始した。改良前は6面10線のホームがあったが、西側から2番目にあったホーム（コンテナ4番線、旧・17番線）の幅が15メートルと狭く、車両の回転が困難であったためホームは使用せず荷役線が留置線として使用されていた。改良工事は、最も東側にあるホームの幅（コンテナ6番・7番ホーム）を25メートルから35メートルに拡幅し、その東側に荷役線1線（6番線）を新設した。狭い上記のホームは撤去し、その跡地に留置線3線（コンテナ1番線 - 3番線）を設置した。新設された荷役線、留置線はそれぞれ延長560m、コンテナ列車26両編成（1300t）に対応。コンテナホーム拡幅面積は6500平方メートル。この工事により有効時間帯の列車増発、列車引き渡し時刻の繰り上げ、荷役線出線時刻の繰り下げが可能となり、ダイヤが乱れた際も駅構内での列車の発着調整が容易になり、ダイヤの乱れを従来より早く収束できると期待された。

## 取扱貨物の種類
- コンテナ貨物
  - 12 ftコンテナ、20 ft・30 ft大型コンテナ、20 ft・40 ftのISO規格海上コンテナを取り扱う。最大扱重量は35 t。
- 臨時車扱貨物 - JR東海向けの東海道新幹線用レール（黒崎駅発送）を取り扱う。
- 産業廃棄物・特別管理産業廃棄物の取扱許可を得ている。

## 発着列車
（2014年3月15日改正時点）
東海道本線方面（鶴見駅・横浜羽沢駅方面など）
当駅を発着する東海道本線の貨物列車は、出発列車が1日23本、到着列車が23本である。長距離列車の主な行先は、福岡貨物ターミナル駅（1日7本）、吹田貨物ターミナル駅（1日2本）、百済貨物ターミナル駅（1日2本）、安治川口駅（1日2本）である。列車種別は、安治川口駅発着の1往復（スーパーレールカーゴ）を含めて、すべて高速貨物列車である。
なお、出発列車のうち1本が東北本線方面からの直通列車（川崎貨物方面から当駅に進入し、川崎貨物方面に折り返す）である。
武蔵野線・東北本線・常磐線方面（新鶴見信号場・大宮操車場方面など）
当駅を発着する武蔵野線・東北本線・常磐線の貨物列車は、出発列車が10本、到着列車が11本である。長距離列車の主な行先は、秋田貨物駅（1日1本）、盛岡貨物ターミナル駅（1日1本）、南松本駅（1日1本）、泉駅（1日1本）である。また、隅田川駅との間にシャトル列車が4往復ある。列車種別はすべて高速貨物列車である。

## 利用状況
2011年度の車扱貨物の取扱量は、発送が15トン、到着が2,248トン。コンテナ貨物の取扱量は、発送が1,212,506トン、到着が1,402,002トンであった。近年の年間発着トン数は下記のとおり。
| 年度   | 総数       | 総数       | 車扱貨物   | 車扱貨物   | コンテナ貨物 | コンテナ貨物 | 出典        |
| 年度   | 発送トン数 | 到着トン数 | 発送トン数 | 到着トン数 | 発送トン数   | 到着トン数   | 出典        |
| ------ | ---------- | ---------- | ---------- | ---------- | ------------ | ------------ | ----------- |
| 1990年 | 1,601,409  | 2,149,845  | 231,111    | 202,243    | 1,388,298    | 1,947,602    | [ 統計 1 ]  |
| 1991年 | 1,631,045  | 2,107,067  | 207,844    | 203,627    | 1,423,201    | 1,903,440    | [ 統計 2 ]  |
| 1992年 | 1,531,006  | 1,967,041  | 179,833    | 183,554    | 1,351,173    | 1,783,487    | [ 統計 3 ]  |
| 1993年 | 1,443,016  | 1,777,845  | 149,592    | 152,858    | 1,293,424    | 1,624,987    | [ 統計 4 ]  |
| 1994年 | 1,348,023  | 1,591,648  | 120,279    | 124,379    | 1,227,744    | 1,467,269    | [ 統計 5 ]  |
| 1995年 | 1,387,850  | 1,714,320  | 125,388    | 126,689    | 1,262,462    | 1,587,631    | [ 統計 6 ]  |
| 1996年 | 1,390,148  | 1,776,464  | 111,877    | 113,467    | 1,278,271    | 1,662,997    | [ 統計 7 ]  |
| 1997年 | 1,353,861  | 1,733,407  | 82,209     | 85,296     | 1,271,652    | 1,648,111    | [ 統計 8 ]  |
| 1998年 | 1,204,306  | 1,492,904  | 36,696     | 41,907     | 1,167,610    | 1,450,997    | [ 統計 9 ]  |
| 1999年 | 1,162,916  | 1,528,948  | 2,926      | 4,373      | 1,159,990    | 1,524,575    | [ 統計 10 ] |
| 2000年 | 1,221,328  | 1,582,847  | 838        | 2,018      | 1,220,490    | 1,580,829    | [ 統計 11 ] |
| 2001年 | 1,199,503  | 1,511,208  | 868        | 2,166      | 1,198,635    | 1,509,042    | [ 統計 12 ] |
| 2002年 | 1,236,657  | 1,488,769  | 620        | 1,974      | 1,236,037    | 1,486,795    | [ 統計 13 ] |
| 2003年 | 1,267,783  | 1,545,573  | 124        | 1,258      | 1,267,659    | 1,544,315    | [ 統計 14 ] |
| 2004年 | 1,366,790  | 1,618,213  |            | 1,600      | 1,366,790    | 1,616,613    | [ 統計 15 ] |
| 2005年 | 1,380,361  | 1,559,129  |            | 1,762      | 1,380,361    | 1,557,367    | [ 統計 16 ] |
| 2006年 | 1,389,865  | 1,557,062  |            | 1,708      | 1,389,865    | 1,555,354    | [ 統計 17 ] |
| 2007年 | 1,401,176  | 1,534,152  |            | 1,848      | 1,401,176    | 1,532,304    | [ 統計 18 ] |
| 2008年 | 1,326,129  | 1,396,661  |            | 1,996      | 1,326,129    | 1,394,665    | [ 統計 19 ] |
| 2009年 | 1,237,937  | 1,346,322  |            | 1,408      | 1,237,937    | 1,344,914    | [ 統計 20 ] |
| 2010年 | 1,240,568  | 1,362,201  | 800        | 2,228      | 1,239,768    | 1,359,973    | [ 統計 21 ] |
| 2011年 | 1,212,521  | 1,404,250  | 15         | 2,248      | 1,212,506    | 1,402,002    | [ 統計 22 ] |

## 構内の様子

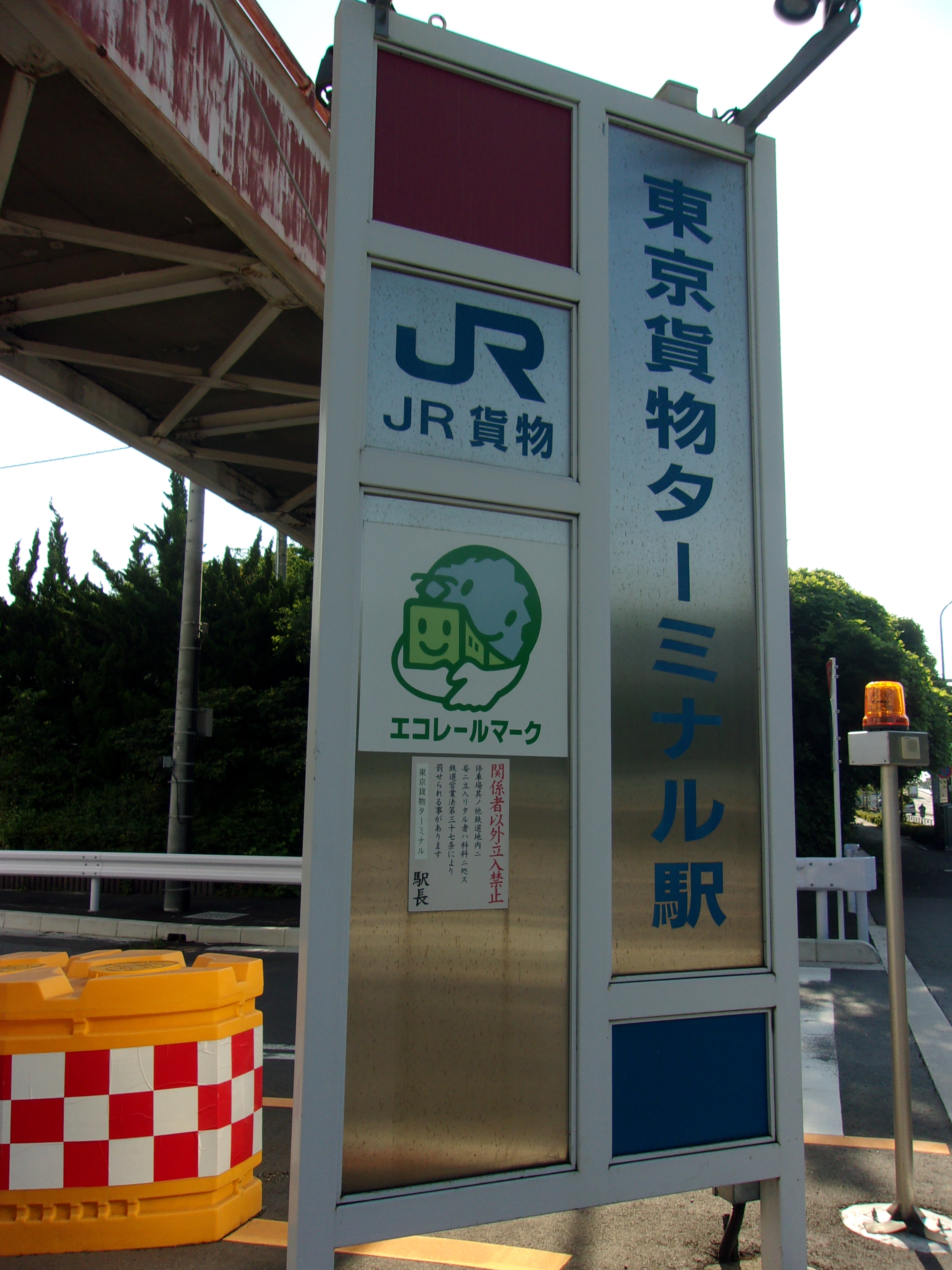
駅名標柱（2021年6月）
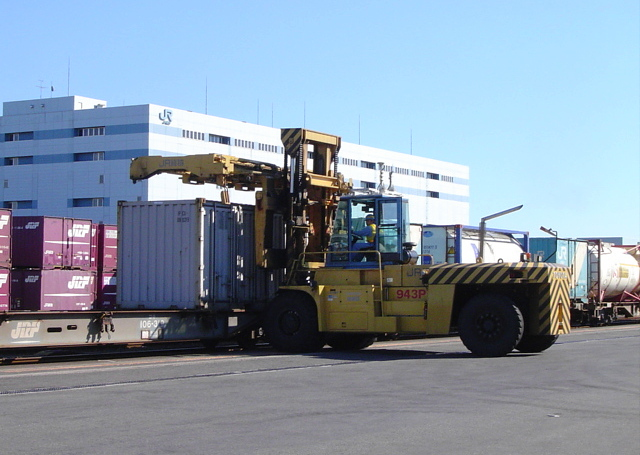
荷役線から積み下ろし作業を行うトップリフター（2005年10月）積載重量30トンにも及ぶ大型コンテナを上げ下ろしできる
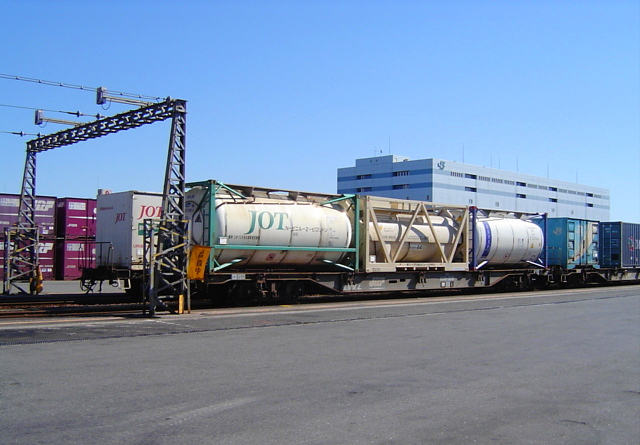
荷役線・架線が途中までしか設置されていない（2005年10月）
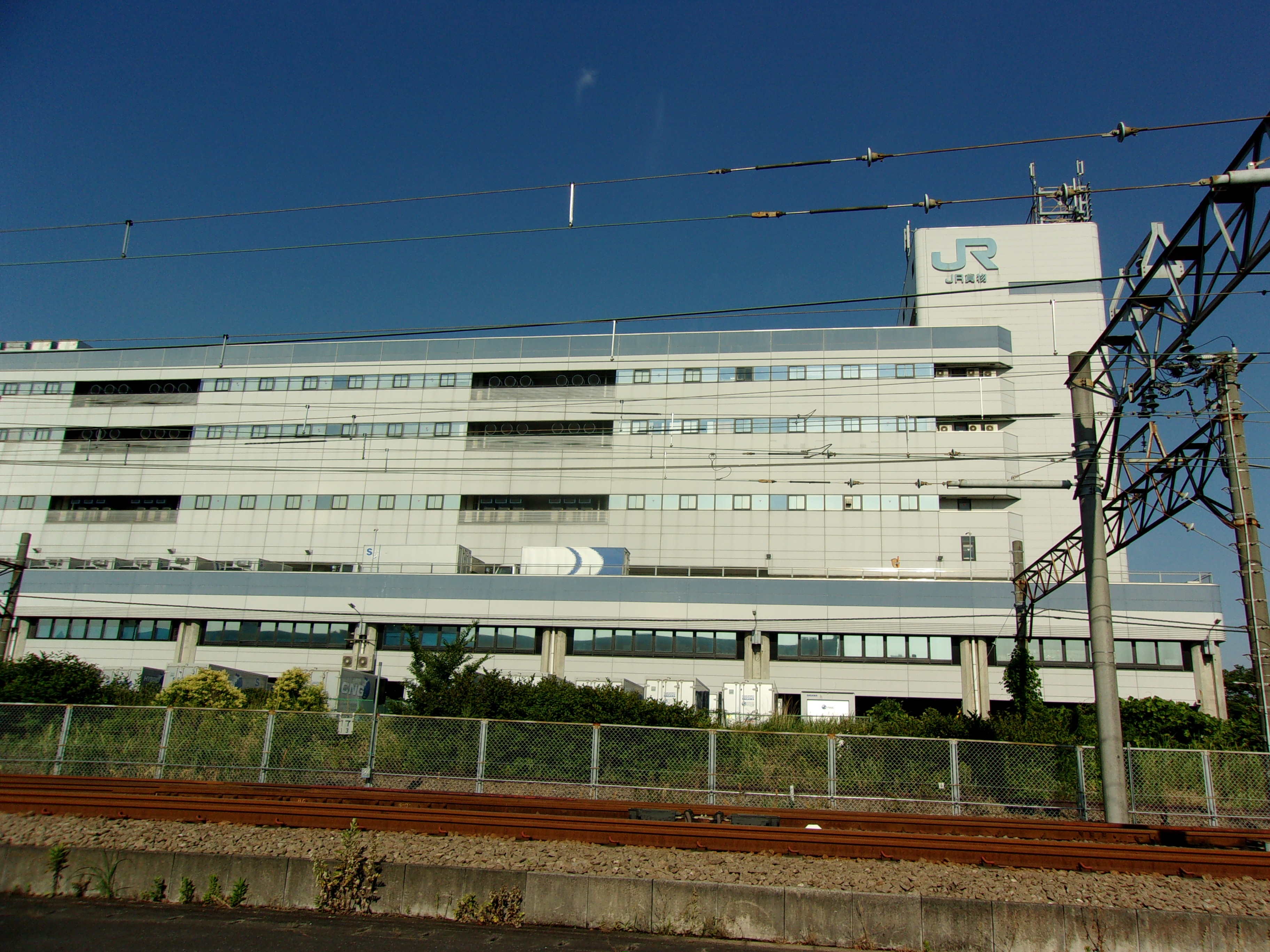
エフ・プラザ東京A棟（2021年6月）
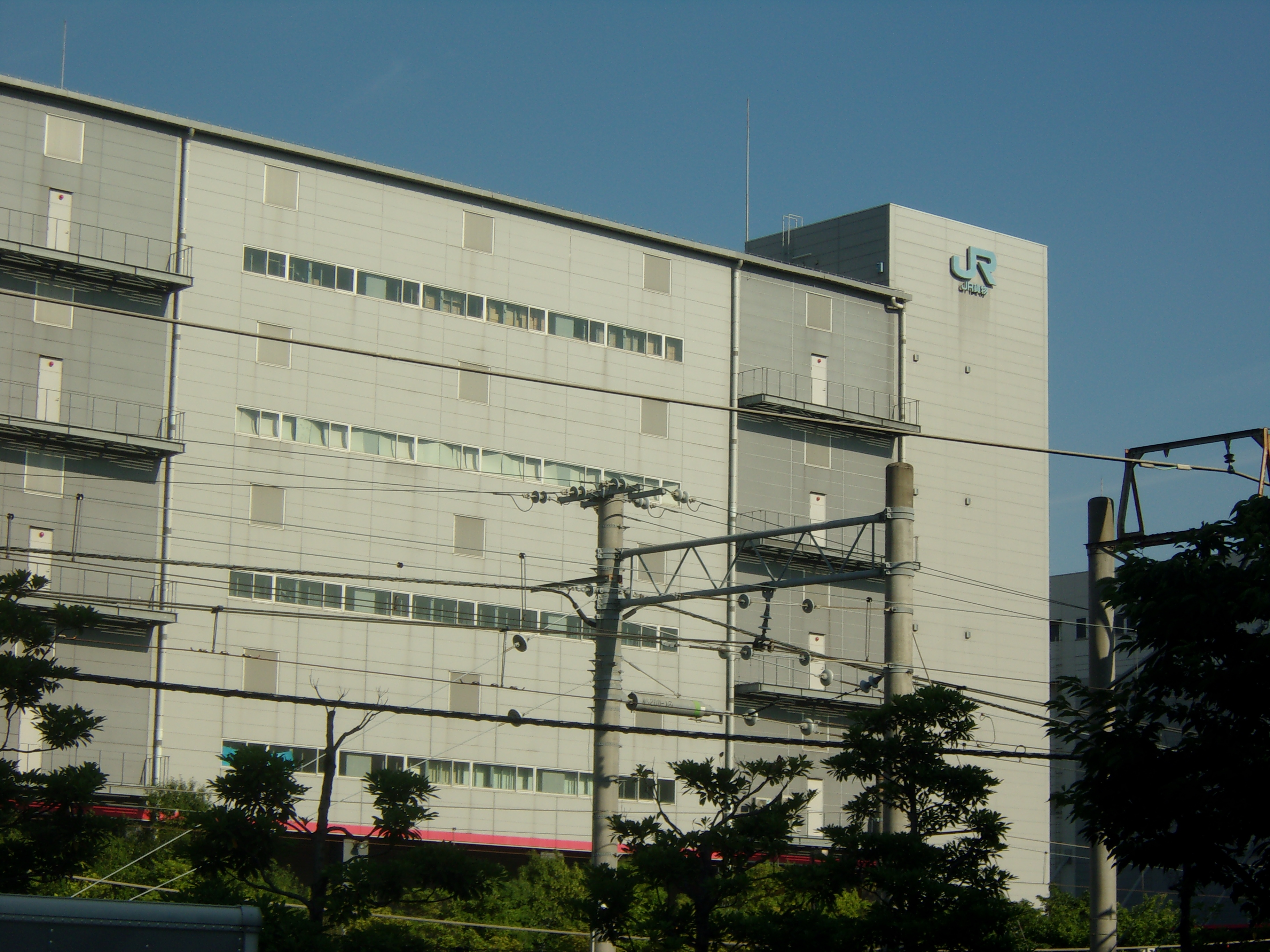
エフ・プラザ東京B棟（2021年6月）

## 駅周辺
- 日本貨物鉄道（JR貨物）中央研修センター
- 東海旅客鉄道（JR東海）東京仕業検査車両所・東京交番検査車両所・東京修繕車両所
- 東京臨海高速鉄道 東臨運輸区
- 東京モノレール羽田空港線 流通センター駅
- 東京港大井埠頭
- 東京税関大井出張所
- 東京都中央卸売市場大田市場
- 東京港野鳥公園

## 高度利用プロジェクト

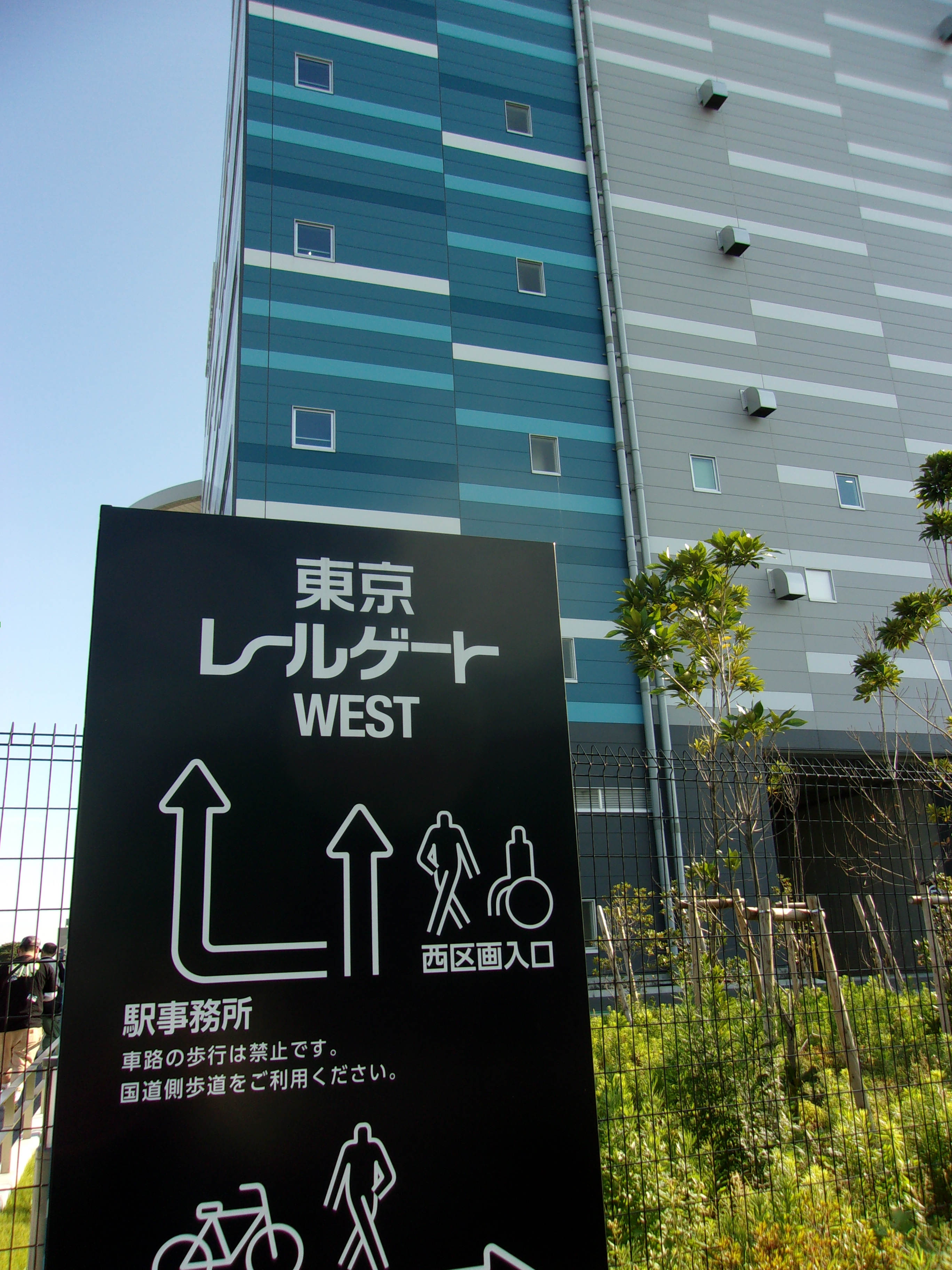
東京レールゲートWEST

2014年9月、当駅構内南側の敷地面積約103,000㎡の土地を対象とする「東京貨物ターミナル駅高度利用プロジェクト」が発表された。
総事業費は見込み段階で約350億円となっており、JR貨物として初めてとなるマルチテナント型物流施設「〔『（仮称）エフ・プラザ東京M棟』改め〕東京レールゲートWEST」・「〔『（仮称）エフ・プラザ東京N棟』改め〕東京レールゲートEAST」計2棟を新築するほか、駅事務所の地上5階建てへの建て替えならびに立体駐車場の設置を行う「（仮称）東京貨物ターミナル駅事務所他施設整備事業」を、当該プロジェクトの一環として、前記物流施設2棟建設に先立って遂行する。
このうち、先行実施される駅事務所建て替え等の事業分については、安藤ハザマが28億5000万円にて実施設計・施工主として落札（受注）、2017年10月末の竣工を目指して進捗している。続いて前記物流施設2棟の建設に着手、先ず2018年1月に「東京レールゲートWEST」建設を開始し2019年8月の竣工を予定、その後、同年10月に「東京レールゲートEAST」着工、2022年7月に竣工。
なお、前記物流施設2棟のうち後発で建設される「東京レールゲートEAST」は、開発事業パートナーとして別途迎える三井不動産との共同事業の形を採ることになっている（先に建設される「東京レールゲートWEST」はJR貨物単独事業扱い）。

## 隣の駅
東日本旅客鉄道（JR東日本）
東海道本線貨物支線（東海道貨物線）
浜松町駅 - （大汐線; 現在は休止中） -  東京貨物ターミナル駅 - 川崎貨物駅

### 建設中の路線
東日本旅客鉄道（JR東日本）
東海道本線支線（羽田空港アクセス線）
東京貨物ターミナル駅 - 羽田空港新駅（仮称）